# حكمت شيمشك
حكمت (بالتركية: Hikmet Şimşek)‏ شيمسيك (1924 ، بيرفاري - 12 أكتوبر 2001 ، أنقرة) موسس للموسيقى الكلاسيكية الغربية في تركيًا.

## الحياة
كان والده ضابط. ولد في بيرفاري ( مقاطعة سيرت ). لكن العائلة سرعان ما انتقلت إلى قونية. في عام 1936 التحق بالمدرسة الثانوية العسكرية وواصل تدريبه العسكري في أنقرة . ولكن في عام 1946 قبل أن يكمل تعليمه العسكري انتقل إلى محافظة أنقرة حيث تدرب تحت إدوارد زوكماير وفريت النار وعدنان سايجون . في عام 1953 تخرج من المعهد الموسيقي بمرتبة الشرف. تزوج من الرسامة نهال شيمسيك.

## المهنة
بدأ التدريس في المعهد الموسيقي وبعد عام 1959 تم تعيينه كمساعد لأوركسترا الرئاسة السيمفونية في تركيا. احتفظ بهذا المنصب حتى عام 1986. أصبح أحد أكثر رجال الموسيقى الكلاسيكية شعبية كان يعمل بجد لنشر الموسيقى الكلاسيكية عن طريق البرامج الإذاعية التركية للإذاعة والتلفزيون (TRT) يوم الأحد. قدم أيضًا الملحنين الأتراك عبر خدمات اللغات الأجنبية في TRT في عام 1981 حصل على اللقب الفخري لفنان الدولة في تركيا. في الثمانينات أصدر عددًا من الألبومات.
شارك أيضًا في تكوين ثلاثة معاهد موسيقية جديدة في تركيا في كل من محافظتي إزمير وبورصة وجوكوروفا.

## الوفاة
توفي في 12 أكتوبر 2001 في مستشفى أنقرة العسكري حيث تم نقله بسبب ورم في المخ.

## روابط خارجية
- حكمت شيمشك على موقع ميوزك برينز (الإنجليزية)
- حكمت شيمشك على موقع ديسكوغز (الإنجليزية)